# Erster Gedanke
Erster Gedanke ist ein Walzer von Johann Strauss Sohn ohne Opus-Zahl. Das Werk wurde am 22. März 1882 im Konzertsaal des Wiener Musikvereins erstmals aufgeführt.